# Brama Piaskowa

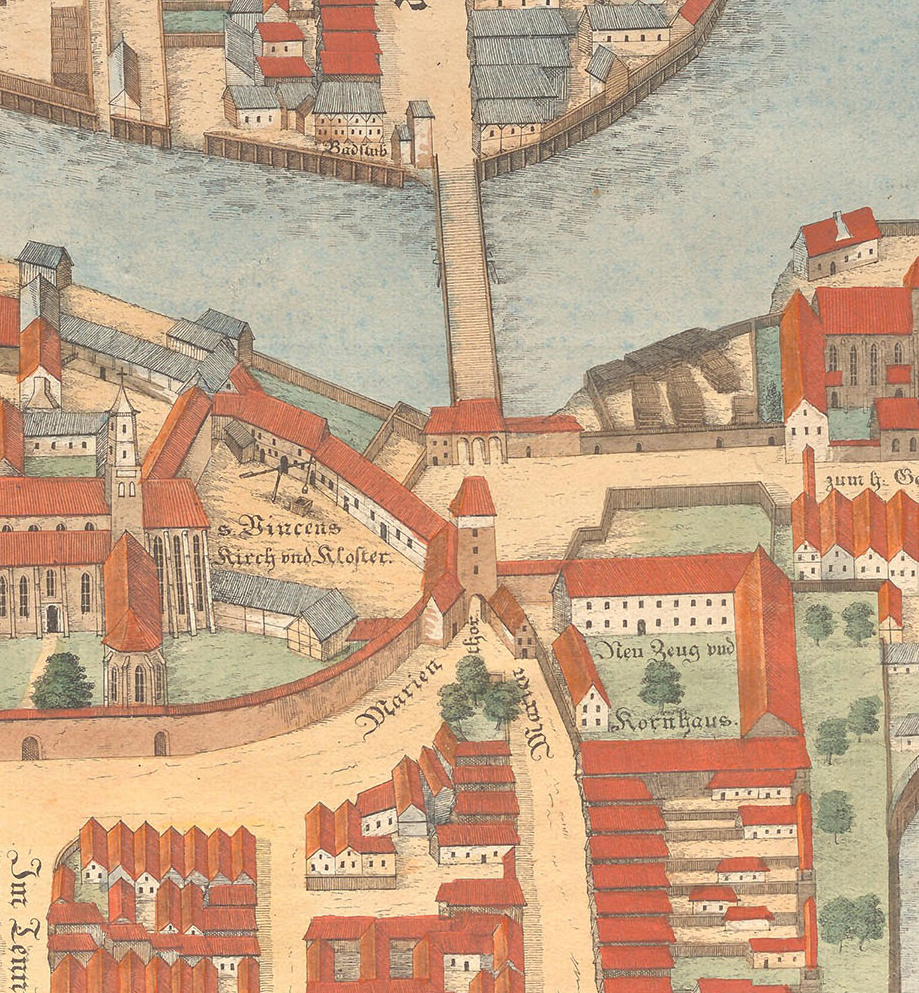
Aksonometryczny plan Wrocławia z 1562, kopia Partscha z 1826 r.

Brama Piaskowa, nazywana też „Bramą Najświętszej Marii Panny” (łac. valva s. Mariae – dawna brama w systemie fortyfikacji Wrocławia, usytuowana na północ od średniowiecznego centrum. Przez bramę wiódł główny północny trakt z miasta, przez Most Piaskowy, Wyspę Piasek, Mosty Młyńskie i dalej w kierunku Trzebnicy albo Psiego Pola i Oleśnicy.
Zlokalizowana była w miejscu, gdzie dziś krzyżują się ulice Piaskowa, św. Ducha, św. Jadwigi i Grodzka; obok bramy znajdował się budynek arsenału (na jego miejscu dziś zlokalizowana jest Hala Targowa zbudowana według projektu Richarda Plüddemanna).
Wzniesiona w XIII wieku w formie wieży o podstawie ukośnego równoległoboku (ze względu na ukośny, względem osi znajdującego się na zewnątrz bramy Mostu Piaskowego, przebieg murów). Przebudowana pod koniec XVI wieku według projektu H. Schneidera von Lindau. Do końca tego wieku w sąsiedztwie bramy znajdował się zespół kościelno-szpitalny pw. św. Ducha; prowadziła doń osobna furta w bramie.
Do bramy przylegały budynki komory celnej i wartowni. Brama i towarzyszące jej elementy fortyfikacji rozebrane zostały krótko po roku 1807 w związku ze zdobyciem miasta przez wojska napoleońskie podczas kampanii 1806-1807 i wydanym przez okupanta poleceniem likwidacji fortyfikacji. Wartownię rozebrano później, w II połowie XIX wieku, a pobliski arsenał – dopiero w związku z budową Hali Targowej w latach 1906–1908.